# محمد صادق باراني
محمد صادق باراني (بالفارسية: محمدصادق بارانی)، (9 سبتمبر 1991) هو لاعب خط وسط إيراني يلعب في صفوف نادي سايبا في دوري المحترفين الإيراني.

## روابط خارجية
- محمد صادق باراني على موقع Soccerway.com (الإنجليزية)